# Eulersche Last
Die eulersche Last {\displaystyle P_{Euler}} wird im Anhang über Elastische Kurven der 1744 veröffentlichten Arbeit (E065) angegeben. Leonhard Euler berechnet neun unterschiedliche Klassen von Biegelinien gerader und nur an den Enden belasteter Stäbe aus ideal linear-elastischem Material mit kleinen oder großen Verformungen bzw. Verkrümmungen.
Zur ersten Klasse gehören Stäbe, die durch die Wirkung einer Last {\displaystyle P} infinitesimal sinusförmig verbogen bzw. verkrümmt werden oder die gerade bleiben. Für sie kann die Vereinfachung getroffen werden, dass die Stablänge {\displaystyle s} auch im verformten Zustand gleich der Länge der Verbindungsgeraden der Stabenden ist.
Zur Biegelinie des Stabes
{\displaystyle w(x)=w\cdot \sin(\pi \cdot x/s)}
gehört die Verkrümmung des Stabes
{\displaystyle 1/r(x)=w(x)''=-\pi ^{2}/s^{2}\cdot w\cdot \sin(\pi \cdot x/s).}
Aus der Verkrümmung des Stabes entsteht mit der Biegesteifigkeit {\displaystyle EI} das widerstehende Biegemoment
{\displaystyle M_{R}(x)=-EI/r(x)=-EI\cdot w(x)''.}
Die Last {\displaystyle P} verursacht im Stab das einwirkende Biegemoment
{\displaystyle M_{E}(x)=P\cdot w(x).}
Im Gleichgewichtszustand des Stabes, {\displaystyle M_{E}(x)=M_{R}(x)}, gilt die Beziehung
{\displaystyle P\cdot w\cdot \sin(\pi \cdot x/s)=EI\cdot \pi ^{2}/s^{2}\cdot w\cdot \sin(\pi \cdot x/s)}.
Sie ist mit {\displaystyle w=0} für beliebig große Lasten {\displaystyle P} erfüllt und mit {\displaystyle w>0} für
{\displaystyle P=EI\cdot \pi ^{2}/s^{2}=P_{Euler}.}
Nach der Übersetzung von Truesdell und mit den dort verwendeten Bezeichnungen {\displaystyle EI=B} und {\displaystyle s=2\,f} hat Euler diesen Sachverhalt in § 25 gefunden und folgendermaßen beschrieben: … the force required to produce this infinitely small curvature of the band is a finite quantity, P = ¼ pi² • B / f². That is, if the ends A und B are tied together by a thread AB, then this thread is pulled by the force ¼ pi² • B / f².
Diese Erkenntnis wendet Euler später in § 37 auch zur Angabe der Tragfähigkeit einer mit {\displaystyle P} belasteten Stütze der Länge {\displaystyle l=s} an. … If the weight P is not too great, then the most to be feared is a bending of the column.  Und weiter: … we have seen that the force needed to bend the column ever so little is pi² • B / s². Therefore unless the weight P to be supported satisfies P > pi² • B / s² there is no fear of bending ….
Die eulersche Last {\displaystyle P_{Euler}} wird heute als Knicklast der beidseitig gelenkig gelagerten Stütze (Euler-Fall 2) verstanden, bei der das Stabilitätsversagen der Stütze eintritt.
Die neun Klassen von Biegelinien nicht mit den eulerschen Knickfällen verwechselt werden dürfen.